# Jennie Tourel
Jennie Tourel (geboren 9.jul. / 22. Juni 1900greg. in Witebsk, Russisches Kaiserreich als Jennie Dawidowitsch; gestorben 23. November 1973 in New York) war eine russisch-amerikanische Opernsängerin (Mezzosopran) und Gesangspädagogin.

## Leben
Jennie Tourel erlernte zunächst das Flötenspiel, studierte dann aber Klavier. Nach der Oktoberrevolution verließ die Familie Russland und siedelte sich zunächst in der Nähe von Danzig an, verzog aber später nach Paris, wo Jennie Tourel ihren ersten Gesangsunterricht erhielt.
Ihr europäisches Operndebüt hatte sie an der Opéra Russe in Paris 1931, an der Met sang sie seit 1937. In diesem Jahr war sie auch, unmittelbar bevor die Deutschen Paris besetzten, über Lissabon in die Vereinigten Staaten emigriert. 1946 wurde sie amerikanische Staatsbürgerin.
Tourel sang 1951 die Baba in der Uraufführung von The Rake’s Progress.